# Brezje pri Ločah
Brezje pri Ločah este o localitate din comuna Slovenske Konjice, Slovenia, cu o populație de 114 locuitori.